# Хронология войны в Донбассе (с 1 января по 24 февраля 2022)
Данная статья является частью хронологии войны на Донбассе и описывает события, произошедшие с 1 января  2022 года до начала полномасштабного российского вторжения в Украину, начавшееся 24 февраля 2022 года.

## 2022 год

#### Февраль
Ситуация на линии соприкосновения в Донбассе резко обострилась с 15 на 16 февраля. Руководитель Специальной мониторинговой миссии ОБСЕ в Украине (СММ) Яшар Халит Чевик 17 февраля в ходе заседания Совета безопасности ООН по Украине сообщил, что СММ в течение предыдущих суток зафиксировала свыше 500 взрывов на линии соприкосновения в Донбассе.
Украинские власти и самопровозглашённые республики обвиняют друг друга в нарушении перемирия и обстрелах населённых пунктов.
Народная милиция ДНР заявила о гибели двух украинских диверсантов. По их словам, вдоль лесополосы возле населённого пункта Железная балка были замечены две украинские группы по 10 и 12 человек. Бойцы ДНР открыли огонь, убив двух и ранив трёх человек, в результате чего украинский отряд отступил.
17 февраля, по данным штаба ООС, войска ЛНР обстреляли детский сад в подконтрольной Украине Станице Луганской, что стало одним из самых резонансных инцидентов, отрицаемых силами ЛНР; В результате как минимум три человека получили контузии. Также сообщалось об обстреле подконтрольной Украине Врубовки. В свою очередь об обстрелах со стороны украинских военных заявили представители ЛНР — по их словам, с раннего утра украинские военные обстреливали подконтрольные ЛНР населённые пункты Сокольники, Золотое-5, Весёленькое и Нижнее Лозовое из миномётов калибром 120 и 82 мм, гранатомётов и крупнокалиберных пулемётов. Позднее представитель ЛНР сообщил об обстреле посёлка Донецкий. Обострение совпало с рабочей поездкой президента Украины Владимира Зеленского в зону силовой операции в Донбассе — он провёл инспекцию сил ООС вблизи Мариуполя. Ранее глава Донецкой народной республики Денис Пушилин заявлял, что Украина наращивает количество военнослужащих и военной техники в Донбассе. 12 февраля Народная милиция ЛНР заявила о размещении украинской бронетехники у линии соприкосновения, а днём ранее в ДНР сообщали о переброске под Краматорск украинского дивизиона зенитных ракетных комплексов С-300.
18 февраля власти Луганской и Донецкой Народных Республик, обвинив Украину в подготовке «глубокого прорыва» на их территории, объявили о начале массовой временной эвакуации населения в Россию, в первую очередь эвакуации подлежали женщины, дети и пожилые люди. По данным источника «Интерфакса», речь шла о нескольких сотнях тысяч человек. Глава ДНР Денис Пушилин сообщил о договорённости с российским руководством, согласно которой вывезенные граждане будут размещены в Ростовской области. В своём обращении Пушилин заявил, что президент Украины Зеленский «в ближайшее время отдаст приказ военным перейти в наступление, реализовать план вторжения на территорию Донецкой и Луганской народных республик». Вслед за тем глава ЛНР Леонид Пасечник также призвал мирных жителей срочно эвакуироваться в Россию, а мужчин, способных держать в руках оружие, — «встать на защиту своей земли»: «С целью недопущения жертв среди мирного населения призываю жителей республик, не имеющих мобилизационных предписаний, а также не задействованных в жизнеобеспечении социальной и гражданской инфраструктуры, в кратчайшие сроки выехать на территорию Российской Федерации». Ранее главнокомандующий ВСУ Валерий Залужный заявил об отсутствии у Украины планов наступления в Донбассе. По словам Залужного, ВСУ неукоснительно соблюдают Минские договорённости и нормы международного гуманитарного права, а также «не планируют никаких наступательных операций или обстрелов мирных жителей».
- Штаб Операции объединённых сил Украины (ООС) заявил, что за сутки было зафиксировано 60 случаев нарушения режима прекращения огня со стороны противника, в 43 случаях были использованы вооружения, запрещённые Минскими соглашениями. В результате обстрела были ранены двое украинских военных и двое мирных жителей[7];
- Пресс-служба Народной милиции ДНР заявила, что за сутки противник нарушил режим прекращения огня 24 раза, из них 12 — с применением запрещённого вооружения. В результате одна мирная жительница получила осколочные ранения[7];
- Представители ЛНР в Совместном центре по контролю и координации режима прекращения огня (СЦКК) заявили о 29 случаях нарушений режима прекращения огня противником[8].

Президент России Владимир Путин поручил врио главы МЧС РФ Александру Чуприяну вылететь в Ростовскую область и заняться организацией встречи и размещения беженцев из ДНР и ЛНР, с организацией раздачи горячего питания и оказания медицинской помощи. Правительству поручено обеспечить выплату в размере 10 тысяч рублей каждому беженцу, прибывающему в Ростовскую область из Донбасса. Из Донецка первыми начали вывозить на автобусах детей-сирот из местного интерната. Местные власти сообщили, что работа школ прекращена, учеников также будут эвакуировать. В Горловке организованы шесть пунктов отправки на территорию России. Советник главы ЛНР по внешним связям Родион Мирошник заявил, что в первую очередь эвакуировать будут жителей Первомайского и Кировского районов, по которым могут наноситься артиллерийские удары.
СММ в своём ежедневном отчёте от 18 февраля писали, что ими в течение предыдущих суток зафиксировано 222 нарушения режима прекращения огня (в частности 135 взрывов) в Донецкой области и 648 нарушений режима прекращения огня (в частности 519 взрывов) в Луганской области.
По заявлениям властей ДНР и ЛНР, 18 февраля ВСУ обстреляли из танков окрестности города Горловка, а также из артиллерийских орудий и миномётов — населённые пункты Желобок, Раевку и Весёлую Гору (ЛНР). В эфире телеканала «Россия 1» представитель Народной милиции ДНР Эдуард Басурин заявил о трёх попытках диверсий — одна в Еленовке и две в Горловке. По данным Народной милиции ЛНР, к пунктам Станица Луганская, Счастье и Крымское прибыли группы спецназа украинской армии для «усиления снайперской активности» и «проведения диверсий».
Секретарь СНБО Украины Алексей Данилов заявил на брифинге, что Украина не будет нападать на гражданское население в Донбассе, и заявил о возможности дальнейших провокаций: «Идёт попытка спровоцировать наши войска на те действия, в которых они заинтересованы. Войска могут открывать огонь, только если будет угроза жизни нашим военным». Он уточнил, что не может точно сказать, что именно будут делать провокаторы: будут ли они взрывать автобусы с эвакуируемыми или делать что-либо иное. Кроме того, он заверил: «Информация о диверсионных группах из состава объединённых сил, якобы планировавших взорвать хлор на очистных сооружениях в Горловке, не соответствует действительности». Глава МИД Украины Дмитрий Кулеба заявил, что Киев не планирует наступления на Донбасс. Главнокомандующий ВСУ Валерий Залужный обвинил власти Донбасса в использовании населения для эскалации, «чтобы развязать очередное кровопролитие».
19 февраля власти ДНР и ЛНР объявили всеобщую мобилизацию.
20 февраля ЛНР обвинила ВСУ в обстреле села Пионерское, в результате которого погибло 2 жителя.
21 февраля власти России решили признать независимость ДНР и ЛНР.
24 февраля началось вторжение России в Украину.

##### Обвинение в подготовкеcasus belli
После публикаций 18 февраля видеообращений руководителей ДНР и ЛНР журналисты ряда СМИ (среди которых «Настоящее время», «Nexta», «Фонтанка.ру», Радио «Свобода» и «Коммерсантъ»), а также сотрудники Bellingcat опубликовали информацию о том, что исходя из метаданных их файлов, они были записаны ещё 16 февраля, а проект с обращением Леонида Пасечника изначально находился в папке под названием «Бросок мангуста».
19 февраля представители оперативно-тактической группировки «Восток» ВСУ заявили, что, по данным разведки, в Донецк прибыли члены группы Вагнера, чтобы совместно со спецслужбами РФ провести серию терактов и обвинить в этом Украину.
21 февраля на брифинге для прессы высокопоставленный представитель Белого дома заявил, что ряд видеозаписей об инцидентах в Донбассе были сделаны заранее, о чём говорят метаданные файлов. «Эти попытки дезинформации никого не обманывают», — сказал он.

### Последовавшие события
Дальнейшие боевые действия на востоке Украины стали частью расширившегося российско-украинского фронта. До конца февраля российские войска обстреляли Волноваху (поразив жилые районы) и Мариуполь. Прошли крупные бои у села Павлополь и станица Луганская. 28 февраля власти ДНР официально приостановили мобилизацию.

#### Март
1 марта войска России и ДНР подошли к северо-восточной окраине Мариуполя, обойдя его с севера. К 1 марта Волноваха была практически уничтожена, были повреждены либо разрушены почти 90 % её зданий.
4 марта: в Мариуполе вследствие российской осады нет тепла и электричества, нет доступа к воде и заканчивается еда, городской голова просил о гуманитарном коридоре для эвакуации более 400 000 жителей и заявил об обстреле городской больницы российскими системами «Град». 6 марта сорвалась эвакуация людей из Мариуполя из-за российских обстрелов и мин на дорогах, соглашение между сторонами не содержало конкретики и не работало, в городе продолжались ожесточённые бои. До середины марта российские войска продолжали обстрел и попытки штурма Мариуполя: 9 марта они разбомбили городскую больницу с родильным домом, а 16 марта произвели бомбовый удар по Мариупольскому драматическому театру, погубив от 300 до 600 гражданских. 30 марта Алексей Арестович заявил, что в Мариуполе разрушено 90 % зданий, погибло 5 тысяч человек и 170 тысяч всё ещё находятся в городе.
11 марта войска России и ДНР заняли Волноваху, войска России и ЛНР обстреляли дом престарелых в Кременной. 14 марта неустановленная сторона ударила ракетой по центру Донецка, что также привело к человеческим жертвам.
Вторую половину марта продолжались бои за Рубежное, Северодонецк, Лисичанск и за Попасную.

#### Апрель
1-9 апреля российские силы вели атаки на Попасную, Рубежное и Северодонецк, не достигнув значительных успехов.
8 апреля погибло 57 человек и более ста были ранены после удара ракетой «Точка-У» по вокзалу Краматорска, на котором находилось до 4 тысяч желающих эвакуироваться.
20 апреля российские силы заняли жилой район Попасной.

#### Май
5 мая войска России и ДНР вели безуспешные атаки на Лиман, пытаясь прорвать украинскую оборону массированными артобстрелами и применяя термобарическое оружие.
8-9 мая войска РФ и ЛНР заняли города Попасная и Нижнее, шли бои в Лисичанске и в Белогоровке. 10-11 мая шли интенсивные бои в Северодонецке, Лисичанске, Рубежном, Белогоровке, Воеводовке, Нижнем, Тошковке и Ореховом. Вокруг Донецка войсками России и ДНР предпринимались неудачные попытки прорыва.
12 мая украинские войска оставили город Рубежное.
5-13 мая войска ВС РФ безуспешно пытались форсировать Северский донец вблизи посёлка Белогоровка, в результате чего была разгромлена одна их батальонная тактическая группа.
15 мая шли бои за Славянск и Авдеевку и за трассу Лисичанск-Бахмут.
16-20 мая шла сдача гарнизона «Азовстали».
24 мая войска России и ДНР заняли город Светлодарск (украинские войска отошли для перегруппировки), а 28 мая полностью заняли Лиман.
29-31 мая в ходе боёв за Северодонецк войска РФ и ЛНР зашли на окраины города и к 31 мая заняли до половины его территории.
30 мая в результате обстрела Святогорска разрушена Свято-Успенская Святогорская Лавра. Погибли два монаха и монахиня, трое монахов ранены.

#### Июнь
1-13 июня шли бои в Северодонецке, в этот период от 50 % до 70-80 % города занималось войсками России и ЛНР. 13 июня был разрушен последний из соединявших Северодонецк с остальной Украиной мостов.
15 июня войска РФ и ДНР продолжили наступление в направлении Славянска, захватив село Долина к северо-западу от него.
16 июня в Северодонецке на территорию завода «Азот» вошли войска России и ЛНР. Шли бои за населённые пункты к юго-востоку от Бахмута.
19-20 июня войска РФ заняли посёлок Метёлкино у юго-восточной границы Северодонецка, а 24-25 июня украинские войска вышли из Северодонецка и отступили от расположенных к югу от него посёлков.
21-22 июня  войска РФ захватили ряд посёлков к югу от Лисичанска, после чего контролируемые украинскими войсками города Горское и Золотое оказались почти в полном окружении.
29 июня войска России и ЛНР продолжали наступление в районе Лисичанска, форсировав Северский Донец к северо-западу от него и сформировав плацдарм в городе Приволье. Также войска РФ и ДНР с незначительными успехами вели наступление к востоку от Бахмута.

#### Июль
1-2 июля продолжались бои за Лисичанск (последний город Луганской области, подконтрольный украинской армии). 3 июля войска РФ установили полный контроль над ним.
5 июля войска РФ продолжили наступление к северо-западу и востоку от Славянска.
9 июля войска РФ и ЛНР продолжили наступление западнее Лисичанска в сторону Северска, действуя примерно в 11 км к северо-востоку от Северска. На бахмутском направлении войска РФ нанесли ракетные удары по Дружковке и по Часовом Яру (убив 48 и ранив 24 гражданских в Часовом Яру в результате удара по жилым домам).
13 июля представитель ЛНР заявил, что войска России и ЛНР вышли на окраины городов Северск и Соледар.
25 июля шли бои за Углегорскую ТЭС.
29 июля произошёл взрыв в исправительной колонии в Оленовке, погибло около 50 украинских военнопленных. Власти РФ и ДНР заявили, что взрыв стал итогом удара систем HIMARS со стороны ВСУ, но не допустили международных наблюдателей. Власти Украины заявили, что российские военные взорвали здание, чтобы скрыть факты пыток и внесудебных казней.
30 июля Владимир Зеленский приказал эвакуироваться всем оставшимся на подконтрольной Киеву части Донецкой области гражданским; по украинским оценкам, на этой территории проживало от 200 000 до 220 000 мирных жителей.

#### Август
5 августа представитель ЛНР заявил, что силы ДНР и ЧВК Вагнера взяли под контроль половину Марьинки, а Генштаб ВСУ заявил, что попытки войск России продвинуться на Марьинку не увенчались успехом. Войска РФ и ДНР заняли Пески.
11 августа представитель ДНР заявил, что их войска вошли в Соледар и Бахмут, а также окружили Авдеевку (от довоенного населения которой осталось всего 10 % (около 2500 человек)) и контролируют большую часть Марьинки.
16-19 августа вокруг Соледара продолжались авиаудары и наземные бои.
26 августа украинские силы нанесли удар ракетами HIMARS по гостинице в городе Кадиевка, утверждая, что гостиница использовалась как казарма, и в ней погибли 200 десантников.

#### Сентябрь
3 сентября ВСУ форсировали Северский Донец, штурмом взяв Озёрное недалеко от окраин Лимана, создав себе плацдарм для наступления на Лиман и ослабив контроль над левым берегом реки, и, продолжая активно развивать свой успех, продолжили наступление в сторону города, заняв 5 сентября Старый Караван, создав угрозу для дислоцированных вблизи российских и сепаратистских сил.
10 сентября украинские войска начали генеральное наступление на Лиман, стремясь окружить город и уничтожить внутри войска РФ и ЛДНР. К городу была переброшена военная техника, а на подступах к городу шли активные бои, в результате чего ВСУ смогла занять лесничество Красного Лимана, а также его южные и юго-западные окраины.
12 сентября украинскими войсками был создан ещё один плацдарм на Северском Донце. Они взяли штурмом Святогорск и начали бои за Богородичное и Ямполь.
15-19 сентября шло наступление ВСУ про всему восточному фронту; были штурмом взято несколько сёл, расширены плацдармы на реке Северский Донец и создана угроза окружения российских войск вблизи Лимана. 19 сентября началось широкомасштабное наступление ВСУ по линии Лиман-Ямполь-Белогоровка.
20 сентября власти ДНР и ЛНР объявили о проведении с 23 по 27 сентября референдумов о своём вхождении в состав России.
22-23 сентября украинские войска прорвали оборону ВС РФ и НМ ДНР в Редкодубе и Карповке, также штурмом взяв Коровий Яр и заняв посёлок Яцковка Донецкой области. В ночь с 27 на 28 сентября украинские войска форсировали реку Северский Донец в Дроновке, штурмовали Северский Донецкий лесопарк и успешно заблокировали дорогу Кременная-Торское. 28 сентября ВСУ заняли два села в Донецкой области и продвинулись на восток к Катериновке.

#### Октябрь
1 октября ВСУ освободили город Лиман (который войска России и ДНР оставили под угрозой своего окружения), и 2-3 октября продолжили продвижение на восток и северо-восток от Лимана.
4 октября президент России Владимир Путин подписал федеральные законы, ратифицирующие «договоры о принятии ДНР и ЛНР в Российскую Федерацию».